# Conversion génique biaisée
Pour les articles homonymes, voir BGC.
La conversion génique biaisée (ou BGC pour Biased Gene Conversion en anglais) est un biais de réparation de l'ADN conduisant à l'enrichissement des séquences en paires G-C.

## Mécanisme de la conversion génique biaisée
Lors de l'association de deux brins d'ADN issus de chromosomes homologues il y a formation d'hétéro-duplex. En effet, les deux chromosomes homologues ont une séquence très proche, mais il existe un polymorphisme, et il existe des différences ponctuelles de séquences entre les deux brins. Ce mésappariement de deux brins est détecté par les mécanismes de réparation de l'ADN, qui rétablissent une paire de base complémentaire A-T ou G-C. Cependant, ce mécanisme de réparation est biaisé, et un mésappariement est plus souvent converti en une paire G-C. Ainsi, il y a enrichissement relatif de la séquence d'ADN en G-C.

## Conséquences de la conversion génique biaisée
La conversion génique biaisée peut donner l'illusion qu'une étape de sélection a eu lieu. Ainsi, on a observé une augmentation du nombre de mutations dans le gène Har1 chez l'homme par rapport au chimpanzé. Cette accélération a été interprétée comme une sélection positive du gène, et on a supposé que ce gène pouvait être à l'origine de l'hominisation. Cependant, on a remarqué que les mutations se faisaient essentiellement dans le sens A-T vers G-C, et correspondaient en fait à un cas de conversion génique biaisée. Ainsi la conversion génique biaisée peut-elle mimer la sélection positive d'une séquence.